# Jazz Reminiscence
Jazz Reminiscence（ジャズ・レミニセンス）は一部のJFN系列局で放送されているジャパンエフエムネットワーク（JFNC）制作の番組。パーソナリティはジャズピアニストの山中千尋。
2003年から9年間に渡って放送された『Legacy of Jazz』の後継番組で、2012年10月に放送開始。

## 概要
「もっと気軽に、おしゃれに、日常的にJazzを…」をモットーに、山中が往年の名盤から最新作までの解説、ちょっとしたこぼれ話と共にジャズの魅力について語る番組。
山中がパーソナリティを務める、初のラジオ番組である。

## ネット局

### 現在
2025年6月現在。放送時間の早い順から記載。全局「radiko」・「radikoプレミアム」で聴取可能。
| 放送対象地域   | 放送局名                                    | 放送時間                                        | 遅れ日数       | 備考                     |
| -------------- | ------------------------------------------- | ----------------------------------------------- | -------------- | ------------------------ |
| 新潟県         | エフエムラジオ新潟（FM-NIIGATA）            | 毎週土曜 5:30 - 5:55                            | 22時間先行     |                          |
| 山形県         | エフエム山形（Rhythm Station）              | 毎週土曜 6:30 - 7:00                            | 21時間先行     | [ 注 1 ]                 |
| 兵庫県         | 兵庫エフエム放送（Kiss FM KOBE）            | 毎週土曜 8:30 - 8:55                            | 17時間先行     |                          |
| 高知県         | エフエム高知（Hi-Six）                      | 毎週土曜 18:00 - 18:30                          | 7時間30分先行  | [ 注 2 ]                 |
| 富山県         | 富山エフエム放送（FMとやま）                | 毎週土曜 19:00 - 19:30                          | 6時間30分先行  | [ 注 3 ]                 |
| 群馬県         | エフエム群馬（FM GUNMA）                    | 毎週土曜 19:30 - 19:55                          | 6時間先行      | パーソナリティの出身地。 |
| 青森県         | エフエム青森（AFB）                         | 毎週日曜 3:30 - 4:00 （土曜深夜 27:30 - 28:00） | 基準放送時間   |                          |
| 岩手県         | エフエム岩手（FM IWATE）                    | 毎週日曜 3:30 - 4:00 （土曜深夜 27:30 - 28:00） | 基準放送時間   | [ 注 5 ] [ 注 6 ]        |
| 栃木県         | エフエム栃木（RADIO BERRY）                 | 毎週日曜 3:30 - 4:00 （土曜深夜 27:30 - 28:00） | 基準放送時間   |                          |
| 福井県         | 福井エフエム放送（FM FUKUI）                | 毎週日曜 3:30 - 4:00 （土曜深夜 27:30 - 28:00） | 基準放送時間   | [ 注 7 ]                 |
| 岐阜県         | エフエム岐阜（FM GIFU）                     | 毎週日曜 3:30 - 4:00 （土曜深夜 27:30 - 28:00） | 基準放送時間   |                          |
| 三重県         | 三重エフエム放送（レディオキューブ FM三重） | 毎週日曜 3:30 - 4:00 （土曜深夜 27:30 - 28:00） | 基準放送時間   |                          |
| 滋賀県         | エフエム滋賀（e-radio）                     | 毎週日曜 3:30 - 4:00 （土曜深夜 27:30 - 28:00） | 基準放送時間   |                          |
| 広島県         | 広島エフエム放送（HFM）                     | 毎週日曜 3:30 - 4:00 （土曜深夜 27:30 - 28:00） | 基準放送時間   |                          |
| 山口県         | エフエム山口（FMY）                         | 毎週日曜 3:30 - 4:00 （土曜深夜 27:30 - 28:00） | 基準放送時間   |                          |
| 島根県・鳥取県 | エフエム山陰（V-air）                       | 毎週日曜 3:30 - 4:00 （土曜深夜 27:30 - 28:00） | 基準放送時間   | [ 注 8 ]                 |
| 岡山県         | 岡山エフエム放送（FM OKAYAMA）              | 毎週日曜 3:30 - 4:00 （土曜深夜 27:30 - 28:00） | 基準放送時間   |                          |
| 香川県         | エフエム香川（FM香川）                      | 毎週日曜 3:30 - 4:00 （土曜深夜 27:30 - 28:00） | 基準放送時間   |                          |
| 長崎県         | エフエム長崎（FM Nagasaki）                 | 毎週日曜 3:30 - 4:00 （土曜深夜 27:30 - 28:00） | 基準放送時間   |                          |
| 熊本県         | エフエム熊本（FMK）                         | 毎週日曜 3:30 - 4:00 （土曜深夜 27:30 - 28:00） | 基準放送時間   |                          |
| 大分県         | エフエム大分（Air-Radio FM88）              | 毎週日曜 3:30 - 4:00 （土曜深夜 27:30 - 28:00） | 基準放送時間   |                          |
| 宮崎県         | エフエム宮崎（JOY FM）                      | 毎週日曜 3:30 - 4:00 （土曜深夜 27:30 - 28:00） | 基準放送時間   |                          |
| 鹿児島県       | エフエム鹿児島（μFM）                       | 毎週日曜 3:30 - 4:00 （土曜深夜 27:30 - 28:00） | 基準放送時間   |                          |
| 沖縄県         | エフエム沖縄（FM沖縄）                      | 毎週日曜 3:30 - 4:00 （土曜深夜 27:30 - 28:00） | 基準放送時間   |                          |
| 福島県         | エフエム福島（ふくしまFM）                  | 毎週日曜 6:00 - 6:30                            | 2時間30分遅れ  | [ 注 9 ]                 |
| 石川県         | エフエム石川（HELLO FIVE）                  | 毎週日曜 8:00 - 8:30                            | 4時間30分遅れ  | [ 注 10 ]                |
| 長野県         | 長野エフエム放送（FM長野）                  | 毎週月曜 1:00 - 1:30 （日曜深夜 25:00 - 25:30） | 21時間30分遅れ |                          |
| 宮城県         | エフエム仙台（Date fm）                     | 毎週月曜 5:00 - 5:30                            | 2日遅れ        |                          |
| [ 注 11 ]      | interfm897（interfm）                       | 毎週月曜 21:00 - 21:30                          | 2日遅れ        | [ 注 12 ] [ 3 ]          |

### 過去
| 放送対象地域 | 放送局名                     | 備考 |
| ------------ | ---------------------------- | ---- |
| 北海道       | エフエム北海道（AIR-G'）     |      |
| 愛知県       | エフエム愛知（fm愛知）       |      |
| 静岡県       | 静岡エフエム放送（K-mix）    |      |
| 大阪府       | エフエム大阪（FM大阪）       |      |
| 徳島県       | エフエム徳島（FM TOKUSHIMA） |      |
| 東京都       | エフエム東京（TOKYO FM）     |      |
| 佐賀県       | エフエム佐賀（FMS）          |      |